# Arte mozárabe en Cataluña

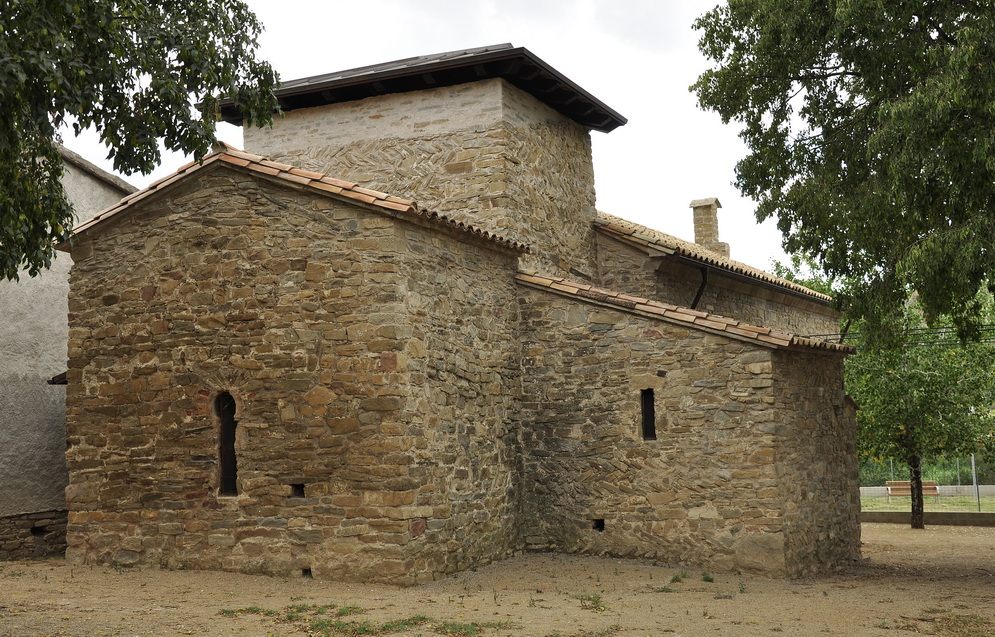
Santa Maria de Matadars

En Cataluña (España) como en el resto del norte de España surgieron en el siglo IX una serie de pequeños monasterios e iglesias construidos los mozárabes emigrados desde Córdoba y desde otros puntos de la península. Estos edificios tienen una serie de características propias del arte mozárabe.
Algunas de estas comunidades se establecieron en pequeños monasterios ya existentes, añadiendo su impronta mozárabe, como puede verse fácilmente en la pequeña iglesia de San Julián de Boada. Otros grupos edificaron con nueva planta, en tierras concedidas por los condes. Así fueron surgiendo núcleos mozárabes a uno y otro lado de los Pirineos, dentro de la Marca Hispánica, como en San Miguel de Cuixá (al pie de la vertiente norte bajo el macizo del Canigó), que obtuvo privilegio de Carlos el Calvo en 871. Este edificio presenta un buen ejemplo de mozarabismo (anterior a las reformas románicas) pese a estar situado en el punto de convergencia y de paso de las corrientes artísticas que llegaban desde el norte y desde Italia.

## Características
El arte mozárabe presenta una tipología de nave única, de dimensiones muy reducidas, planta trapezoidal del ábside y abocinado hacia el interior en todas las ventanas. Hay dos iglesias de proporciones algo mayores, de planta basilical con 3 naves y que tuvieron cubiertas de madera: Iglesia de San Quirico de Pedret y Santa María de Marquet, dentro de los límites del Condado de Barcelona. Los arcos de los ábsides y los fajones son siempre de herradura, muy sobrepasados, típicos de este arte.

### Capiteles
En algunos edificios románicos se conservan capiteles mozárabes que fueron reutilizados en su momento. Tienen las características propias de las obras califales cordobesas de los tiempos de Al-Hakam II, con hojas lisas casi siempre y caulículos cruzados en medio o rayados como hojas a bisel. En otras raras ocasiones los relieves son figurativos.
El grupo más importante de este tipo de capiteles califales se encuentra en el monasterio de Ripoll y pertenecieron a una basílica de cinco naves consagrada en 977. Además de la influencia cordobesa existió en Cataluña otro influjo llegado por el mar o a través de los Pirineos.

## Monumentos
- Iglesia de San Cristóbal, en el municipio de Vilasar de Mar, a 30 km de Barcelona.
- Iglesia de San Julián de Boada, situada en la pequeña aldea de este mismo nombre, en la comarca de Bajo Ampurdán (Gerona).
- Santa Maria de Matadars en el municipio barcelonés de  Rocafort y Vilumara